# 對抗制
對抗制（adversarial system、adversary system；accusatorial system(刑事方面)、accusatory procedure(刑事方面)；又稱抗辯式訴訟制度、辯論式訴訟制度、當事人進行主義、訴訟辯護制度、控訴制度）為英美法系國家所使用的法律制度。在這種制度下，雙方辯護人，一方可為檢方或原告(法定代理人,上訴人)或原告代表律師(訴訟代理人)；另一方相對的為被告(法定代理人,被上訴人)或被告代表律師(訴訟代理人)）在試圖確定真相並相應地通過判決之公正人士（通常是法官）或一群人（通常是陪審團）的面前，雙方各代表其當事人(當事方)的案件、或立場所進行之辯護。而對抗制是相對於以法官審問案件為主的一些欧陆法系（即源於罗马法或法国民法典）之糾問式訴訟制度。
亦言之、對抗制是在刑事訴訟法之審判法院下運行的雙面結構，其使起訴方對抗被起訴方的司法辯護運作之訴訟辯護制度。

## 延伸閱讀
- Kagan, Robert A. . Cambridge, MA: Harvard University Press. September 2003  [2017-12-11]. ISBN 9780674012417. （原始内容存档于2021-02-24）.

## 外部連結
- 對抗制；辯論式的訴訟制度,adversary system （页面存档备份，存于）
- Лыкошин А. С. . . St. Petersburg. 1890–1907. （俄文）